# Pseudarachna hirsuta
Pseudarachna hirsuta är en kräftdjursart som beskrevs av Georg Ossian Sars 1864. Pseudarachna hirsuta ingår i släktet Pseudarachna och familjen Munnopsidae. Arten är reproducerande i Sverige. Inga underarter finns listade i Catalogue of Life.